# Hoani Falls
Die Hoani Falls sind ein Wasserfall bislang nicht ermittelter Fallhöhe im Fiordland-Nationalpark auf der Südinsel Neuseelands. Westlich des Milford Sound/Piopiotahi liegt er nordwestlich der Llawrenny Peaks in den Neuseeländischen Alpen im Lauf eines namenlosen Bachs, der in westlicher Fließrichtung unweit hinter dem Wasserfall in den Transit River mündet.